# Teatro Arriaga
El Teatro Arriaga es un teatro de Bilbao, capital de Vizcaya, en el País Vasco (España). Es un edificio neobarroco de finales del siglo XIX, obra del arquitecto Joaquín de Rucoba y dedicado al compositor bilbaíno Juan Crisóstomo de Arriaga, a quien se le ha denominado el "Mozart español". Fue inaugurado el 31 de mayo de 1890.
Es uno de los principales teatros bilbaínos y también de los edificios más notables de la villa. Ha sufrido diferentes avatares que han obligado a su reconstrucción y reforma, desde el incendio de 1914 hasta las inundaciones de 1983.

## Historia

### Primer edificio
En 1834 se inaugura en los mismos terrenos que ocupa el actual teatro Arriaga el denominado "Teatro de la Villa" que se cedió a un grupo de capitalistas que se asociaron para su explotación comercial. Más tarde, la concesión recaería en la persona de Luciano Urízar Echevarría, y con este empresario alcanzaría el teatro su máximo esplendor.

### Nuevo edificio

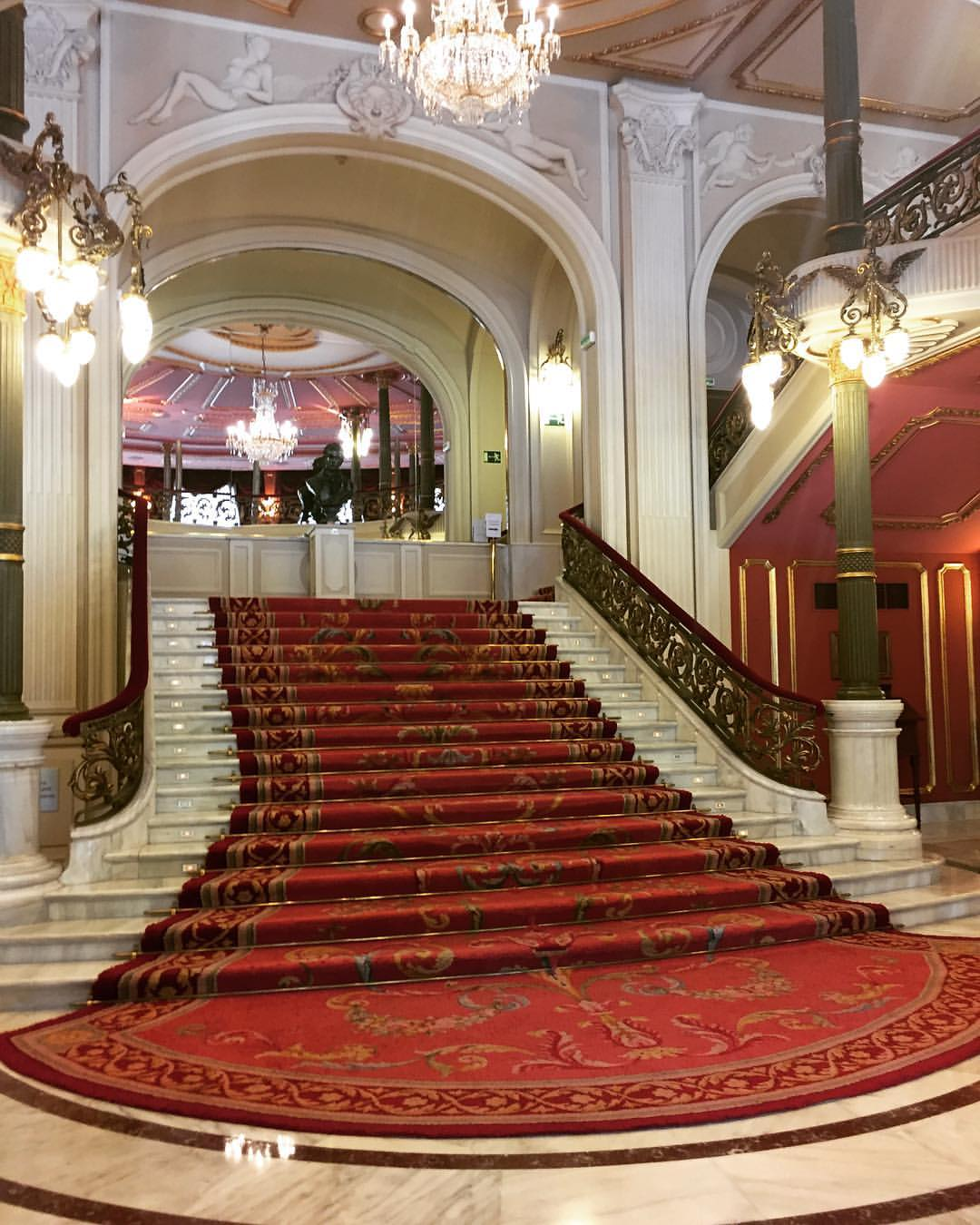
Interior del teatro Arriaga.

En 1883 se acuerda sustituirlo por otro edificio más moderno y amplio ya que se había quedado pequeño ante el crecimiento que estaba realizando la ciudad de Bilbao. También el viejo teatro había sido dañado en las Guerras Carlistas en las que Bilbao había sufrido sendos sitios. 
Tres años después, en 1886 se comienza a derribar el teatro para comenzar un nuevo edificio que tuviera un aforo de 1.500 butacas y en el sus bajos pudieran utilizarse para poner establecimientos comerciales. El proyecto fue confiado al arquitecto Joaquín Rucoba y Octavio de Toledo, quien reorientó el edificio y amplió los muelles vecinos haciendo que la nueva edificación superara las oposiciones de algunos vecinos, que temían que el nuevo bloque obstaculizara el trabajo en los muelles y la ventilación de la calle Bidebarrieta.
Después de cuatro años de trabajos, el 31 de mayo de 1890 se inaugura el nuevo teatro que toma el nombre de la plaza donde se encuentra: plaza de Juan Crisóstomo de Arriaga, compositor bilbaíno. El espectáculo que se representó fue la ópera La Gioconda, de Amilcare Ponchielli.
El coste de la instalación cultural fue de un millón de pesetas y estaba dotada de la tecnología más moderna de la época, entre la que destacaba la iluminación eléctrica y la posibilidad de poder seguir las actuaciones musicales desde casa por teléfono mediante el pago de una cuota de 15 pesetas por actuación. Estos avances tecnológicos se unieron a un edificio más bien clasicista en su arquitectura y decoración, con influencia francesa. Su exterior se decoró con unas cariátides de generoso busto que motivaron que los lugareños apodasen al teatro «la casa de maternidad».
En 1891, en los bajos del edificio se celebraron las primeras sesiones de la Bolsa de Bilbao. En 1901 el teatro acogió unos Juegos Florales en los que participó Miguel de Unamuno.

### Incendio en 1914
El 22 de diciembre de 1914 un incendio destruye el edificio cuando actuaba en él la compañía de zarzuela de Salvador Videgain García. Se encargó la reconstrucción al arquitecto Federico de Ugalde, quien replantea el proyecto original para dotarlo de mayor amplitud y seguridad.
Cinco años después, el 5 de junio de 1919 se estrenan las nuevas instalaciones. Para la ocasión se escogió la ópera Don Carlo de Giuseppe Verdi que pone en tablas la compañía de Ercole Casali.

### Teatro de primera...y declive
El Arriaga fue considerado como un teatro de primera, quedando dentro del circuito principal que realizaban las mejores compañías del momento en el país. La Guerra Civil interrumpe las representaciones que se retoman en cuanto se vuelve a la normalidad y se abren las salas de Madrid.
En 1924 la gestión del teatro Arriaga pasa a las manos de la familia Diestro, que se lo arrienda a la Sociedad Anónima Nuevo Teatro de Bilbao. Los Diestro se mantienen en la gestión de la sala hasta el año 1963 en el que se hace cargo de la misma la empresa Espectáculos Trueba, que se mantiene al frente de su explotación hasta que en 1978 se disuelve la Sociedad Anónima Nuevo Teatro de Bilbao y la propiedad pasa a manos del consistorio bilbaíno. La actividad teatral había decaído mucho, siendo la proyección cinematográfica la actividad principal a la que se dedicaba la sala. Las pésimas condiciones en las que se encontraba el edificio hacen que el ayuntamiento de Bilbao decida cerrarlo al público. En 1980 comienzan las labores de reparación y restauración.

### Inundaciones en 1983
El 26 de agosto de 1983 unas lluvias torrenciales hacen que se inunde Bilbao; el agua alcanza el segundo piso del Arriaga y causa grandes daños. 
La restauración prosigue desalojando los bajos comerciales, que habían quedado arrasados por el agua, y alterando parte del interior de las instalaciones al construir una escalera imperial a dos manos y reorganizar el vestíbulo principal. El proyecto fue obra del arquitecto bilbaíno Francisco Hurtado de Saracho.
El 5 de diciembre de 1986 se reinaugura el teatro que es gestionado por una sociedad anónima de capital municipal creada el 3 de octubre de ese mismo año.

### Hoy en día
Actualmente se destina principalmente a representaciones de teatro, musicales, danza, conciertos, zarzuela... mientras que el moderno Palacio Euskalduna alberga actuaciones de mayor escala y complejidad técnica, de ópera y demás.

## El edificio

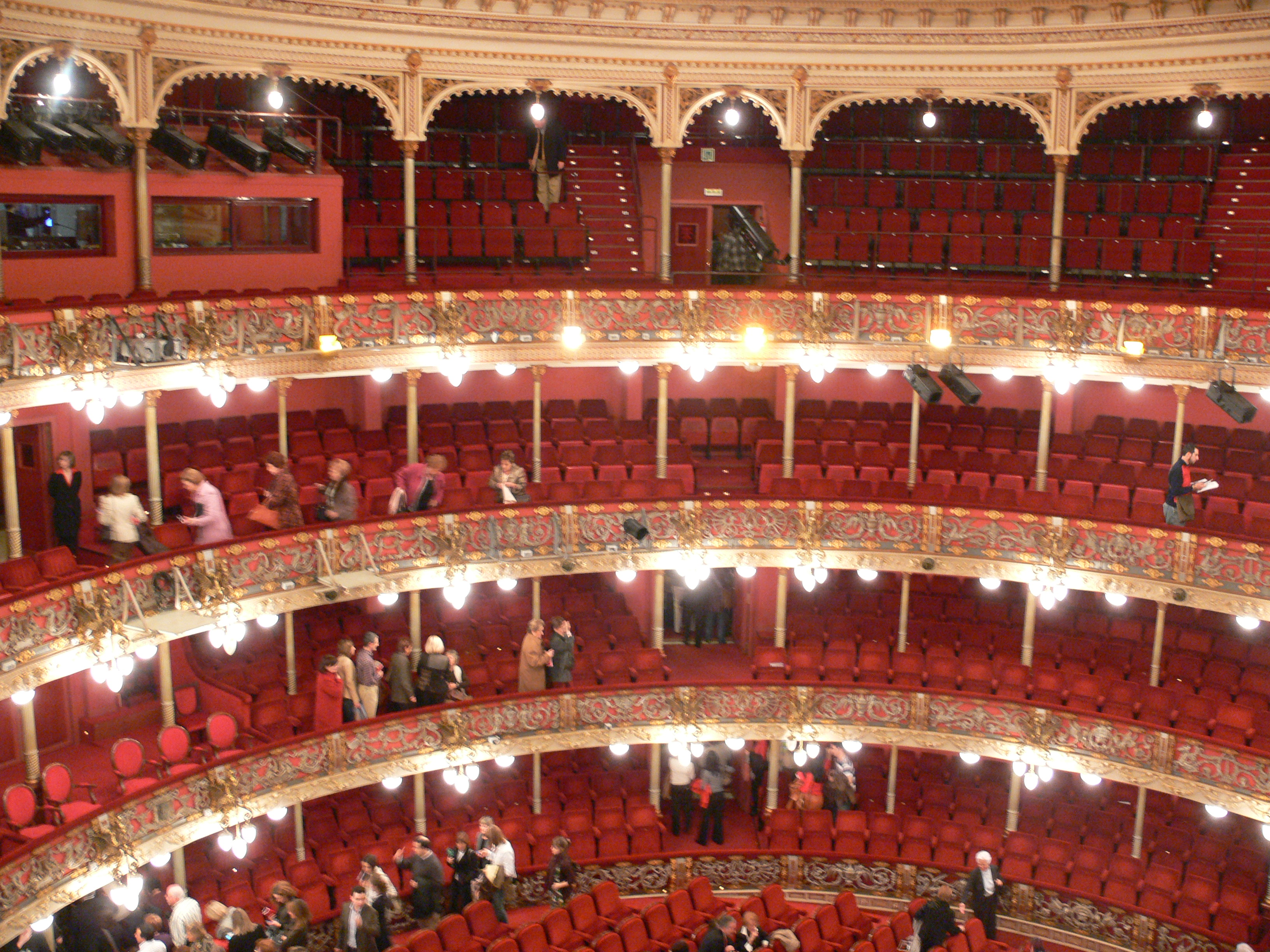
Auditorio del Teatro Arriaga.

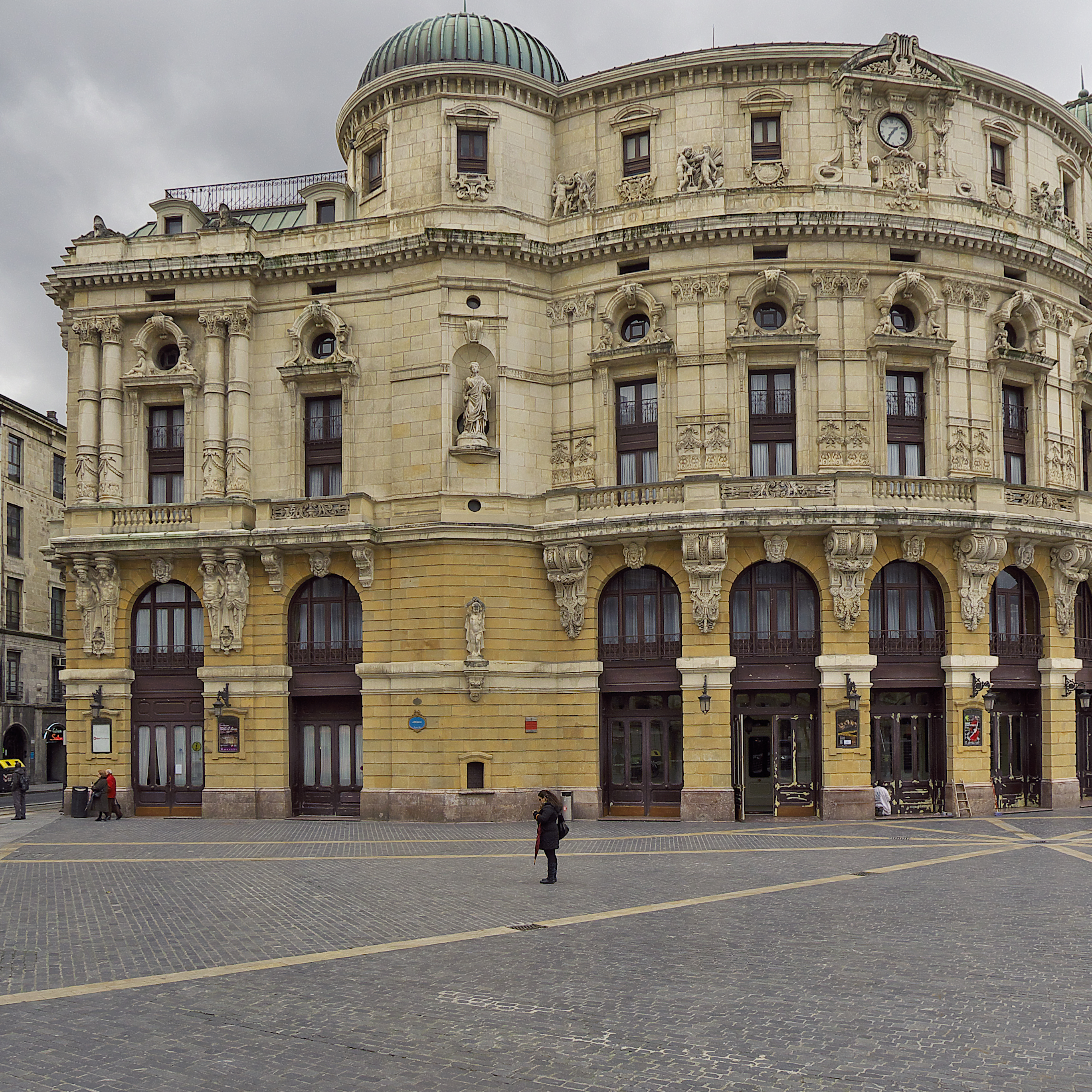
Joaquín Rucoba (1890).

Se trata de una construcción exenta de planta trapezoidal que presenta alzados con cuerpo basamental almohadillado, cuerpo principal de orden gigante con vanos rectangulares y óculos profusamente decorados, y tercer cuerpo de remate separado del anterior por cornisa corrida.
La parte central de la fachada principal es de forma curvo-convexa, con balcón corrido sobre ménsulas profusamente decoradas, y cuerpo de remate con abundante decoración escultórica, ubicándose en su centro el gran frontón curvo decorado con lira bajo el que se encuentra el reloj. Esta parte central está flanqueada por cuerpos a modo de torrecillas y otros dos cuerpos laterales achaflanados y de menor altura. En estos últimos, así como en fachadas laterales y traseras, los balcones del piso principal se sustentan sobre ménsulas en forma de atlantes o titanes. Se cuenta que estas esculturas se importaron de Francia, donde se producían en serie con el uso de moldes. Son de hormigón imitando piedra.
La cubierta de la parte central es a doble vertiente tanto en su parte delantera en la que se remata por pequeño cimborrio como en cuerpo rectangular de mitad zaguera del edificio. Presenta cúpulas en torrecillas laterales y cubrición inclinada con mansardas en todo el perímetro del edificio.
Hay un palco para autoridades con decoración inspirada en el Orient Express que se abre en ocasiones especiales. También hay dos palcos en el escenario con entrada independiente y sin decoración alguna que se construyeron destinados a las viudas que en aquella época exigían discreción.

## Características técnicas
El teatro Arriaga está dotado de las siguientes características técnicas:

### Escenario
Situado en la planta segunda del edificio tiene acceso de carga mediante montagargas desde la parte trasera. El suelo de madera es registrable en trampillas de 86 centímetros desde los 5 metros de la embocadura. No tiene pendiente alguna. 
Anchuras
- Boca: 12,45 m.
- Hombro derecho: 0,35 m.
- Hombro izquierdo: 0,4 m.
- Ancho total: 22 m.

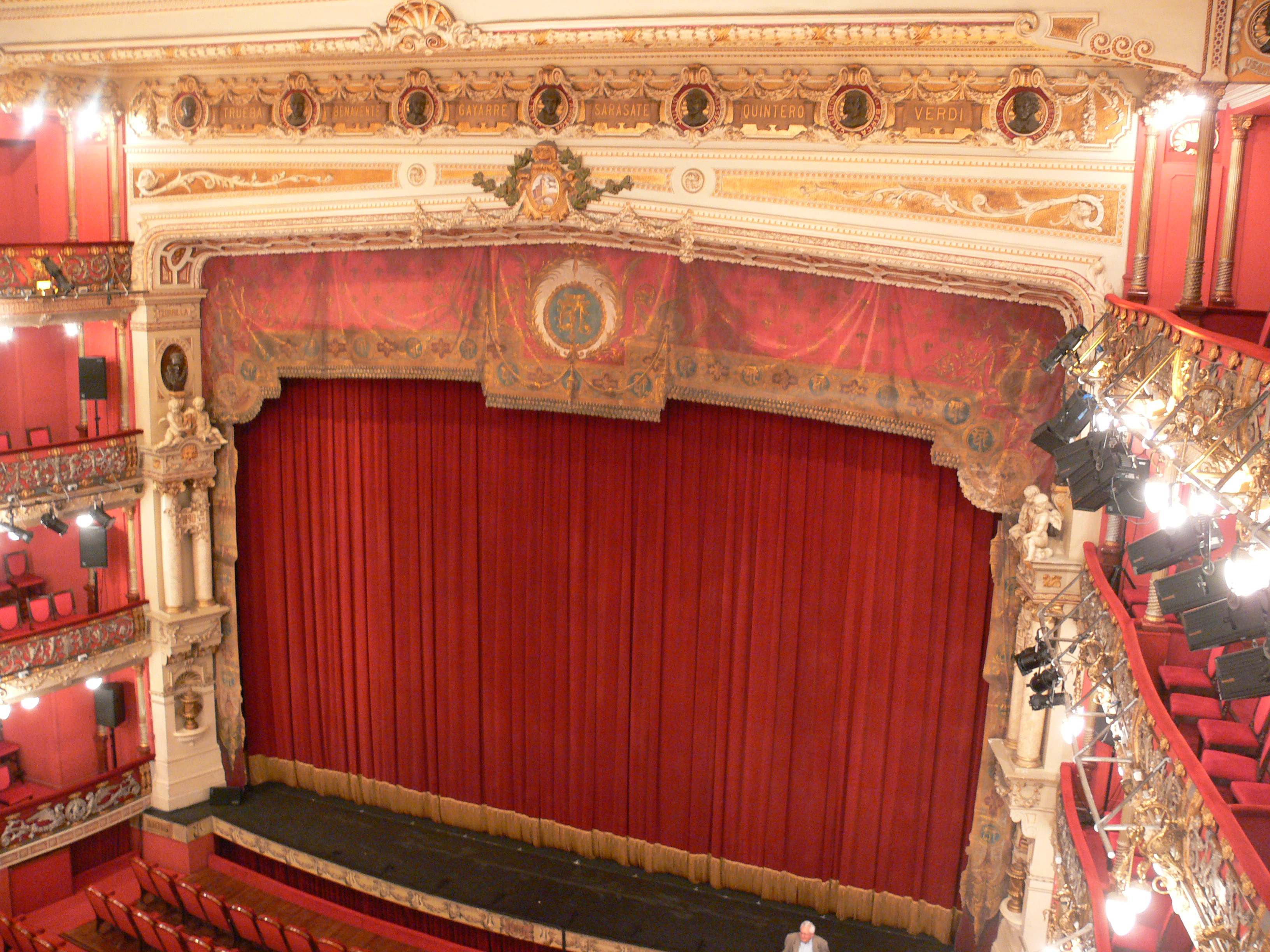
Escenario del Teatro Arriaga.

- Corbata/foso de orquesta: 12,85 m.
- Foso escénico: 12 m.

Fondos
- Desde línea de telón: 11,5 m.
- Hombro izquierdo: 12 m.
- Hombro derecho: 12 m.
- Corbata/foso de orquesta: 3 m.
- Foso escénico: 3 m.
- Desde la caída del telón a corbata: 1,8 m.

Alturas
- Boca: 7,15 m.
- De escenario a peine: 17,85 m de ellos hábiles 16,70 m.
- de peine a techo: 50 cm a 5 m.
- Escenario sobre platea: 80 cm
- Hombro izquierdo: 8,65 m.
- Hombro derecho: 8,65 m.
- Contrafoso: 5 m x 10 m x 14 m.

Maquinaria escénica
El peine está formado por 48 varas que pueden soportar hasta 450 kg. Hay dos varas motorizadas situadas en primer término de escenario y al fondo del mismo. La técnica se completa con 6 motores puntuales móviles para 500 kg con velocidad variable.

### Foso de orquesta y embocadura
El foso para la orquesta tiene una capacidad de 60 músicos y está realizado sobre una plataforma elevadora de 12,85 m anchura por 2,47 m de fondo. La plataforma puede ponerse a tres alturas diferentes, a la altura del escenario, a la altura del patio de butacas y más bajo del mismo conformando el foso de orquesta.
Normalmente, si no hay necesidad de uso de este espacio como foso de orquesta o escenario, se ocupa con las filas 1 y 2 de la platea.
La embocadura está cubierta mediante un telón de guillotina rojo y un telón tipo americano también rojo. Hay dos arlequines negros que aforan entre 12 y 11 metros. También hay un telón cortafuegos.

## Acceso
El teatro Arriaga está bien comunicado por tranvía (parada Arriaga), metro (estación Abando de las Líneas 1 y 2 o Estación de Zazpikaleak/Casco Viejo de las Líneas 1, 2 y 3), Renfe Cercanías (Estación de Abando Indalecio Prieto de las líneas C-1, C-2 y C-3) y Renfe Cercanías AM (Estación de Bilbao-Concordia de las líneas C-4, R-3f, R-3b, R-4f y T-1).